# Christoffer Nordenrot
Ola Christoffer Nordenrot, född 9 mars 1986 i Täby, är en svensk skådespelare och manusförfattare.

## Biografi
Nordenrot studerade vid Teaterhögskolan i Malmö 2009–2012. Tillsammans med produktionsbolaget Crazy Pictures skapade han 2009 den samhällssatiriska kortfilmsserien Poesi för fiskar där han skrev manus och spelade huvudroller i filmerna. Han spelade även huvudrollen och skrev manus tillsammans med Crazy Pictures till långfilmen Den blomstertid nu kommer (2018). Filmen såldes till 110 länder.
Nordenrot har medverkat i flera filmer och TV-serier genom åren i olika genrer, bland annat Clark, En man som heter Ove, Sjukt oklar, Wallander – Mordbrännaren, Fallet, Inkognito, Pappa på förskolan och julkalendrarna Piratskattens hemlighet (2014) och Kronprinsen som försvann (2022).

## Filmografi

### Filmer
| År   | Titel                                | Roll                | Notering          |
| ---- | ------------------------------------ | ------------------- | ----------------- |
| 2007 | Point of View                        | Johan               |                   |
| 2009 | Kenny Begins                         | Sudokus assistent   |                   |
| 2009 | Prinsessa                            | Sitcom-Micke        |                   |
| 2009 | Soundcheck                           | Jemi                |                   |
| 2012 | Fjällbackamorden: I betraktarens öga | Andreas Karlberg    | TV-film           |
| 2013 | Wallander – Mordbrännaren            | Tommy               |                   |
| 2014 | Kärlek deluxe                        | Markus              |                   |
| 2015 | Jönssonligan – Den perfekta stöten   | Servitör            |                   |
| 2015 | En man som heter Ove                 | Dressmankille #1    |                   |
| 2016 | Flykten till framtiden               | Städaren            |                   |
| 2018 | Den blomstertid nu kommer            | Alex                | Av Crazy Pictures |
| 2019 | Sune – Best Man                      | Polis               |                   |
| 2021 | Suedi                                | Salesman            |                   |
| 2022 | Håkan Bråkan                         | Polis               |                   |
| 2022 | UFO Sweden                           | Riddare på rollspel | Av Crazy Pictures |
| 2023 | Konferensen                          |                     |                   |

### TV-serier
| År        | Titel                              | Roll                | Notering                       |
| --------- | ---------------------------------- | ------------------- | ------------------------------ |
| 2009      | Oskyldigt dömd                     | Axel Beckman        | 1 avsnitt                      |
| 2011      | Elsas värld                        | Nicklas Torstensson | 1 avsnitt                      |
| 2012      | Snutar                             | Jonathan            | Miniserie; 1 avsnitt           |
| 2013      | Inkognito                          | Filip Jacobsson     | 3 avsnitt                      |
| 2013      | Biciklo - Supercykeln              | Allan               | 2 avsnitt                      |
| 2014      | Hasselhoff – en svensk talkshow    | The Extra           | 1 avsnitt                      |
| 2014      | Hoppas farfar dör                  | Robin               | 7 avsnitt                      |
| 2014      | Piratskattens hemlighet            | Bert                | 9 avsnitt                      |
| 2014      | Torpederna                         | Jörgen              | 1 avsnitt                      |
| 2014-2015 | Blå ögon                           | Niklas              | 5 avsnitt                      |
| 2015      | Arne Dahl: En midsommarnattsdröm   | Nisse               | Miniserie; 2 avsnitt           |
| 2015      | Konsten att få sin mamma att gråta | Foodtrucklund       | 1 avsnitt                      |
| 2015      | Boy Machine                        | Tönt på Aprés-ski   | 1 avsnitt                      |
| 2015-2018 | Pappa på förskolan                 | Pappa Anders        | Säsong 1-3                     |
| 2016      | Insiativet                         | Leo                 | 8 avsnitt                      |
| 2016      | Män-i-skor                         | Kille #1            | 6 avsnitt; även manus och regi |
| 2017      | When You Are Lärare                | Fabian              | 12 avsnitt                     |
| 2017      | Fallet                             | Bill Wall           | 8 avsnitt                      |
| 2018-2020 | Sjukt oklar                        | Stefan              | S1; 7 avsnitt S2; 7 avsnitt    |
| 2021      | LasseMajas detektivbyrå            | Franco Bollo        | S2; 1 avsnitt                  |
| 2020-2022 | Pappas pojkar                      | Jens                | S1 10 avsnitt S2 10 avsnitt    |
| 2022      | Clark                              | Jan-Erik Olsson     | S1; 3 avsnitt                  |
| 2022      | Kronprinsen som försvann           | Frisk               | SVT:s Julkalender 2022         |

### Kortfilmer
| År   | Titel                       | Roll                | Notering                           |
| ---- | --------------------------- | ------------------- | ---------------------------------- |
| 2008 | Everything is Poetry Baby   | Elmin               | Av Crazy Pictures                  |
| 2010 | Du ritar fult               | Alexander som vuxen | Av Crazy Pictures                  |
| 2010 | Nakenlekar                  | Mr. Spinkig         | Av Crazy Pictures                  |
| 2010 | Tiggaren                    | Snobb               | Poesi för fiskar av Crazy Pictures |
| 2010 | Negerboll                   | Jonte               | Poesi för fiskar av Crazy Pictures |
| 2010 | Generation krig             | Rambo               | Poesi för fiskar av Crazy Pictures |
| 2010 | Ta mig                      | Kim                 | Poesi för fiskar av Crazy Pictures |
| 2010 | Miljön                      | Joggare             | Poesi för fiskar av Crazy Pictures |
| 2011 | Kuken brinner               | Kille i rullstol    | Poesi för fiskar av Crazy Pictures |
| 2012 | Övertidskrig                | Gunnar              | Poesi för fiskar av Crazy Pictures |
| 2012 | Film Noir                   | Max                 |                                    |
| 2013 | Motorsågar                  | Pontus              |                                    |
| 2014 | Sju sorters kakor           | Erik                |                                    |
| 2014 | Mitt hjärta                 | Tomas               |                                    |
| 2015 | Vaskduellen                 | Livvaskaren         | Poesi för fiskar av Crazy Pictures |
| 2015 | Se mig                      | Daniel              | Poesi för fiskar av Crazy Pictures |
| 2015 | Happy Ending                | Henrik              | Poesi för fiskar av Crazy Pictures |
| 2015 | De arbetslösa               | Bosse               | Poesi för fiskar av Crazy Pictures |
| 2015 | Singel                      | Kille               | Poesi för fiskar av Crazy Pictures |
| 2015 | Gilla                       | Jörgen              | Poesi för fiskar av Crazy Pictures |
| 2021 | Mannen som inte ville gråta | Jockum              |                                    |

## Teater

### Roller (ej komplett)
| År   | Roll                                                                                          | Produktion                | Regi          | Teater          |
| ---- | --------------------------------------------------------------------------------------------- | ------------------------- | ------------- | --------------- |
| 2011 | Den eländigaste bland tiggarna En utmätningsman Dödens andra budbärare Bildad En cirkusartist | Jobs Lidande Hanoch Levin | Philip Zandén | Judiska teatern |